# Marktregulierung
Unter Marktregulierung oder Markteingriff versteht man im Rahmen der Prozesspolitik die staatliche Überwachung und Kontrolle des Marktgeschehens und der Marktentwicklung sowie die Beeinflussung des Marktverhaltens der Marktteilnehmer durch Rechtsnormen und Einschaltung spezifischer Regulierungsbehörden zur Erfüllung der Staatsziele.

## Allgemeines
Das Wort Marktregulierung ist ein Kompositum, das sich aus dem Markt als Zusammentreffen von Angebot und Nachfrage nach einem ökonomischen Gut und „Regulierung“ als Ordnung (lateinisch regulare, „regeln, ordnen“) zusammensetzt. Arnold Picot zufolge bedeutet Regulierung, „dass der Staat dem privaten Handeln Beschränkungen auferlegt“. Dies kann durch Gesetze, Verordnungen oder andere Mittel geschehen, die die Rahmenbedingungen des Handelns festlegen. Dabei unterliegen nicht alle Marktteilnehmer in einer Volkswirtschaft den gleichen Beschränkungen, sondern diese betreffen nur bestimmte Marktsegmente („sektorspezifische Regulierung“). Marktregulierung ist eine Form von Prozesspolitik und wird mit Marktversagen begründet.
In marktwirtschaftlichen Systemen gilt der Grundsatz, dass Angebot und Nachfrage durch den Preis zum Ausgleich kommen und die Märkte sich frei entfalten sollen (Marktfreiheit). Diese Wirtschaftsordnung macht hiervon jedoch Ausnahmen, wenn die Marktstruktur auf einem Teilmarkt zu strukturellen Fehlentwicklungen führt oder der Staat wegen der Bedeutung des Teilmarkts für die gesamte Volkswirtschaft eingreift. Strukturelle Fehlentwicklungen versucht der Staat durch Interventionen zu korrigieren (Agrarmarkt), bei volkswirtschaftlich bedeutsamen Teilmärkten macht er den Marktzutritt von Marktteilnehmern von der Überwindung gesetzlicher Marktzutrittsschranken abhängig (Finanzmarkt). Marktregulierung wird als Alternative zwischen den Extrempositionen einer freien (unregulierten) Marktwirtschaft und Kommunismus verstanden. In der Zentralverwaltungswirtschaft ist die Marktregulierung Teil der Ordnungspolitik.
Der Begriff Regulierung wird in Wissenschaft und Praxis weder einheitlich verwendet noch definiert, er ist wesentlich durch amerikanische Literatur geprägt. Im deutschen Wirtschaftsverwaltungsrecht gibt es den Begriff erst seit etwa 1990, obwohl es Formen von Regulierung bereits seit dem 19. Jahrhundert auch in Deutschland gab.

## Geschichte
Das älteste aller städtischen Rechte ist das Maß- und Marktrecht, welches sich gewöhnlich die Bischöfe für ihre Städte vorbehielten. Auf diese Weise erhielten Straßburg im Jahre 876, Trier 902, Magdeburg 965, Bremen 966, Mainz 974, Speyer 982, Passau 999 oder Osnabrück 1002 das Marktrecht. Mit dem Marktrecht verliehen die Landesherren das Recht, einen ständigen Markt, einen Wochen- oder Jahrmarkt abzuhalten. Bereits im Mittelalter gab es europaweit verbreitete Grundsätze des Marktrechtes sowie leistungsfähige örtliche Marktordnungen, „darinne nicht nur wegen gedachten marktpreises verfügung geschiehet, sondern auch alles besorget und angeordnet ist, was zur marktfreiheit und gerechtigkeit diensam“. Die Gilden nahmen dort den Kaufleuten jeden Anreiz zum aggressiven Warenverkauf durch eine umfassende Marktregulierung. Gilden beherrschten den Markt, teilten die Produktion gleichmäßig unter den Gildemitgliedern auf und sorgten für ein konstantes Einkommen. Über Zünfte fand eine Regulierung der Berufe und Berufsausbildung im Handwerk statt, indem sie festlegten, wer Meister werden konnte, wo er seinen Betrieb errichten oder wie viele Gesellen er beschäftigen durfte.
Auf Betreiben von Erzherzog Karl II. erfolgte im Jahre 1581 die Gründung der Steyrer „Compagnie oder bürgerliche Eisenhandelsgesellschaft“ mit dem Ziel des gemeinsamen Eisen- und Stahleinkaufs zur Marktregulierung sowie finanzieller Absicherung der Hammerwerke. Bei dieser Marktregulierung tauchte der Staat als Käufer auf, was als Vorbild für die späteren Devisenmarktinterventionen der Zentralbanken gilt. Jacques Savary wies 1675 darauf hin, dass ohne Ordnung das Geschäft nicht leben könne, selbst wenn man alle nötigen Kenntnisse habe.
Adam Smith forderte in seinem Buch Der Wohlstand der Nationen (März 1776), dass der Staat nicht in das Marktgeschehen eingreifen solle, sondern nur die Rahmenbedingungen von ihm so zu gestalten seien, dass die Märkte funktionieren und der Wettbewerb gesichert wird. Die Marktwirtschaft kann demnach nur durch staatliche Maßnahmen wie der Marktregulierung funktionieren, weil sie sich nicht selber organisieren und stabilisieren kann. Denn das Marktversagen (englisch market failure) kann durch die Marktteilnehmer nicht selbst behoben werden. Deshalb gab es erste Ansätze von Regulierungen bereits durch die staatlichen Konzessionen bei Eisenbahnen, etwa durch den englischen „London-Birmingham Railway Act“ vom Mai 1833. In den USA entwickelte sich die Regulierung auf Bundesebene ebenfalls bei der Eisenbahn um 1880. Sie schrieben den meist privaten Eisenbahngesellschaften mit Konzessionen die Marktordnung vor, mit der sie die Eisenbahn zu betreiben hatten.
Karl Marx verwendete seit 1844 in seiner Kapitalismuskritik den Topos der „Anarchie des Marktes“ oder der „Anarchie der Produktion“. Er prangerte die „Konzentration der Kapitalien und des Grundbesitzes, die Überproduktion, die Krisen, den notwendigen Untergang der kleinen Bürger und Bauern, das Elend des Proletariats, die Anarchie in der Produktion …“ an. In seinem Hauptwerk Das Kapital. Band I sprach Marx 1863 von „Anarchie und Katastrophen der kapitalistischen Produktion im großen und ganzen, …“ und von Kapitalisten, „die keine Autorität anerkennen als die der Konkurrenz“. Marx ging von der Zügellosigkeit der Märkte und Kapitalisten aus, die unkontrolliert ihrer Profitgier nachgehen könnten.
Marver H. Bernstein fand im Jahre 1955 heraus, dass Marktregulierungen über längere Zeiträume hinweg oft zu einem als Capture bezeichneten Zustand führen, der sich dadurch auszeichnet, dass der Regulierer durch die intensive Zusammenarbeit mit dem regulierten Unternehmen dessen Sichtweise annimmt und keine effektive Regulierung mehr erfolgt. Seit Gründung der EWG im März 1957 erhielt der Begriff Marktregulierung einen interventionistischen Inhalt, denn die EWG griff in den Agrarmarkt durch Aufkäufe der Überproduktion landwirtschaftlicher Produkte (Milch- und Molkereiprodukte) durch Produktionsquoten preisstabilisierend ein („Butterberg“, „Milchschwemme“). Um die landwirtschaftlichen Erzeugnisse in den freien Warenverkehr der neu gegründeten EWG einzubeziehen und zugleich die öffentliche Unterstützung der Landwirtschaft zu erhalten, wurden die bisherigen nationalstaatlichen Interventionsmechanismen auf die Ebene der EWG übertragen. Auch der im Dezember 2009 in Kraft getretene Vertrag über die Arbeitsweise der Europäischen Union (AEUV) sieht in Art. 39 Abs. 1c AEUV die Stabilisierung der Märkte vor.
Die von George Stigler im Jahre 1971 begründete normative Theorie der Regulierung geht davon aus, dass der Staat stets dann in die Märkte eingreift, wenn dadurch Missstände beseitigt und das Allgemeinwohl verbessert werden können. In der Analyse des Anlasses für die Etablierung von Regulierung werden zwei Theoriestränge unterschieden. Der positive Ansatz von Stigler geht davon aus, dass Regulierung durch die Marktteilnehmer selber hervorgerufen wird. Für seine Theorie, dass auch die Regulierung selbst ein nachgefragtes Gut ist, wurde er mit dem Wirtschaftsnobelpreis ausgezeichnet. Die normativen Theorien dagegen sehen Marktversagen als Anlass. Alle Theorien beziehen sich allerdings nur auf die verschiedenen Spielarten von Regulierung in den Vereinigten Staaten. Ursprünglich begründete man die Regulierung mit dem Marktversagen natürlicher Monopole. Samuel Peltzman stellte 1976 dieser Theorie die positive Theorie der Regulierung gegenüber, bei der auch der Regulierer einen eigenen Nutzen verfolgt.
Vor allem haben Wirtschaftskrisen, Finanzkrisen oder Bankenkrisen zum Einsatz oder zur Verschärfung von Regulierungen im Finanzwesen beigetragen. Der US-amerikanische Glass-Steagall Act vom Februar 1932 reagierte auf die im Oktober 1929 beginnende Great Depression, die Deutsche Bankenkrise vom Juni 1931 brachte die Einführung des Kreditwesengesetzes im Januar 1935. Die Devisenmarktinterventionen der Zentralbanken vor allem in der Ära der frei schwankenden Wechselkurse („Floating“) ab März 1973 galten als massive Marktregulierung, und zwar nicht durch Gesetze, sondern durch operative Eingriffe in das Marktgeschehen zur Stabilisierung der Währungskurse. Als Folge hiervon führte die Insolvenz der Herstatt-Bank im Juni 1974 zu einer verbesserten Einlagensicherung sowie im August 1974 zum Grundsatz Ia, der Kreditinstitute zwang, die offenen Positionen in Devisen und Edelmetallen in einem bestimmten Verhältnis zum haftenden Eigenkapital zu begrenzen. Die Finanzkrise ab 2007 löste in allen EU-Mitgliedstaaten insbesondere Regulierungen wie Basel II mit Solvabilitätsverordnung (SolvV) und den Mindestanforderungen an das Risikomanagement (MaRisk) aus, die noch im Januar 2007 in Kraft traten. Die Kapitaladäquanzverordnung ersetzte im Januar 2014 die SolvV und gilt als umfassendste Kontingentierung der Bankgeschäfte und Kreditrisiken von Kreditinstituten in allen EU-Mitgliedstaaten.

## Aufgaben der Marktregulierung
Die Marktregulierung befasst sich vor allem mit drei Schwerpunkten, nämlich der Monopolisierung, negativen Externalitäten und Informationsasymmetrien:
- Natürliche Monopole (Eisenbahn, Energieversorgung oder Telekommunikation) binden ökonomische Transaktionen an ihr stationäres Netz (Schienennetz, Versorgungsnetz, Kommunikationsnetz), wobei die Betriebskosten der Monopole mit zunehmendem Auslastungsgrad nur unwesentlich steigen. Wettbewerb ist hier wegen Marktschranken, Skaleneffekten und Ressourcenverbrauchs nicht erwünscht. Eine Marktregulierung muss Walter Eucken zufolge dort greifen, wo Marktteilnehmer natürliche Monopole haben.[26]

Regulierungsaufgaben werden in diesen Fällen häufig von einer Regulierungsbehörde wahrgenommen, es sind hier vor allem zu nennen die Sicherstellung einer ausreichenden Infrastruktur, die auch eine Versorgung bei Spitzenlast gewährleistet; die Sicherstellung einer flächendeckenden Versorgung. Unternehmen haben ein natürliches Interesse, bevorzugt lukrative Ballungsgebiete zu versorgen (Rosinenpickerei), die Versorgung weniger attraktiver Gebiete kann erheblich kostenintensiver sein. Deshalb wird für derartige Monopolisten häufig ein gesetzlicher Kontrahierungszwang erlassen, das heißt, dass das Unternehmen die Leistungserbringung gegenüber keinem (zahlungskräftigen) Bürger ablehnen darf. Konsumentenschutz erfolgt zudem durch Kontrolle der AGB und Höchstpreisregulierung. Damit ein Monopolist potentielle Wettbewerber von der Netznutzung nicht ausschließen kann, werden oft Netzzugangsregelungen getroffen, vor allem Marktzugangs-, Preis- und Tarifregulierungen.
- Negative Externalitäten treten auf, wenn einzelne Marktteilnehmer finanzielle oder sonstige Lasten auf unbeteiligte Dritte überwälzen und damit soziale Kosten erzeugen (beispielsweise schädigt der Schadstoffausstoß einer Chemiefabrik den benachbarten Obstanbau). Externalitäten sind also nicht kompensierte Auswirkungen ökonomischer Entscheidungen auf unbeteiligte Marktteilnehmer.[29] Diese nicht kompensierten Auswirkungen können negativ oder positiv sein. Negative Externalitäten bewirken eine Produktionsmenge über dem sozialen Optimum, positive Externalitäten eine Produktionsmenge unter dem sozialen Optimum. Im Fall von Externalitäten ist das Ziel der Marktregulierung, nicht kompensierte Auswirkungen durch verschiedene Instrumente zu internalisieren.[30] Negative Externalitäten können aus der Monopolbildung resultieren und können Umweltbelastungen oder Gesundheitsschäden zur Folge haben. Marktregulierung erfolgt hier beispielsweise durch das Immissionsrecht.

Umweltverschmutzung
Mögliche Regulierungsmaßnahmen sind: gesetzliche Vorschriften zur Umweltverträglichkeit technischer Anlagen, die Besteuerung des Schadstoffausstoßes oder der Emissionsrechtehandel.
Finanzwesen
Das Finanzwesen besteht vor allem aus Kreditinstituten und Versicherern, die auf den Finanzmärkten als Marktteilnehmer agieren. Unregulierte Finanzmärkte haben in der Vergangenheit mehrmals schwere Finanz- und Wirtschaftskrisen verursacht. Zum Beispiel führten der Schwarze Donnerstag bzw. in Europa der Schwarze Freitag von 1929 zur Großen Depression und zur Weltwirtschaftskrise. Auch die Finanzkrise ab 2007 wurde durch Deregulierungen bzw. unzureichende Finanzmarktregulierungen verschärft. Regulierungsmaßnahmen sind hier u. a. Finanzmarktaufsicht, Bankenregulierung oder Systemrelevante Banken gesetzlich zur Bildung von Kapitalrücklagen zu zwingen, damit im Falle einer Finanzkrise keine Rettungsaktion auf Steuerzahlerkosten erforderlich wird. Die Regulierung der Versicherungsmärkte wird überwiegend mit den Besonderheiten des Produktes Versicherungen und des Produktionsverfahrens begründet. Besonderheiten sind die hohe Informationsasymmetrie zwischen Versicherungsnehmer und Versicherer und die besondere Gläubigerposition der Versicherungsnehmer, die durch Solvabilität II besonders geschützt werden sollen.
In allen EU-Mitgliedstaaten tauchte der regulierte Markt im Zusammenhang mit der Richtlinie 2004/39/EG über Märkte für Finanzinstrumente auf, die in Deutschland mit dem Finanzmarktrichtlinie-Umsetzungsgesetz (FRUG) im November 2007 in deutsches Recht transformiert wurde. Der Rechtsbegriff „regulierter Markt“ ersetzt seitdem den „amtlichen Markt“ und den „geregelten Markt“, die nicht mehr existieren.
Forschung und Technologie
Wenn ein Unternehmen eine neue Technologie entwickelt oder ein Wissenschaftler eine neue Entdeckung macht, können andere Unternehmen oder andere Wissenschaftler von dieser Innovation profitieren, ohne dass der ursprüngliche Erfinder kompensiert wird. Regulierungsmaßnahmen sind hier u. a. Subventionen oder Patente.
- Informationsasymmetrien bestehen zwischen Anbieter und Verbraucher von Produkten oder Dienstleistungen in Bezug auf Marktpreise und Produktqualität/Dienstleistungsqualität (Verbraucher sind übervorteilt, wenn sie das Preis-Leistungs-Verhältnis nicht einschätzen können und daher ohne regulative Eingriffe von überhöhten Preisen bedroht sind). Beispiele sind u. a. Lebensmittelqualität, Arzneimittel und ärztliche Leistungen. Marktregulierung erfolgt hier durch[38] Kennzeichnungspflichten, Verbraucherschutz sowie die Pflicht zu Produktkennzeichnungen oder Aufklärungspflichten.

Regulierung wird zum Teil über die Bekämpfung von Marktversagen hinaus in ihrer „Gewährleistungsfunktion“ als Voraussetzung und Rahmen für den Markt gesehen.
Der Marktzutritt für bestimmte Wirtschaftszweige ist in vielen Staaten durch Marktregulierung generell beschränkt. So benötigen Kreditinstitute eine Banklizenz (§ 32 Abs. 1 Satz 1 KWG) oder Versicherer eine Erlaubnis (§ 8 Abs. 1 VAG) durch die BaFin, ohne die der Marktzutritt zum Finanzmarkt nicht möglich ist. Besonderen Märkten wie den Börsen (Wertpapier- oder Warenbörsen) sind gesetzliche Rahmenbedingungen vorgegeben, in Deutschland seit Januar 1897 durch das Börsengesetz.
Zur Marktregulierung gehören auch Höchstpreise, Mindestpreise oder staatliche Maßnahmen zu Lasten oder zu Gunsten des Exports (Exportbeschränkung) oder Imports (Einfuhrkontingent) in das oder aus dem Ausland.

## Folgen
Der Staat kann auf Marktversagen oder Marktstörungen (wie Monopole, marktbeherrschende Stellung oder sonstige Marktmacht) durch Marktrecht, Marktordnung, Interventionismus (Staatsinterventionismus), Marktschranken, Regulierungsbehörden (Kartellbehörden, Bankenaufsicht, Bundesnetzagentur) oder bloße moralische Appelle reagieren. Marktregulierung dient damit dem Schutz der Marktteilnehmer, insbesondere dem Verbraucherschutz und der Sicherung des Wettbewerbs. Sie kann Märkte abschotten oder bestimmte Marktteilnehmer privilegieren oder behindern.